# ويليام فورد
ويليام فورد (بالإنجليزية: William Ford)‏ هو شخصية أعمال أمريكي، ولد في 10 ديسمبر 1826 في كورك في جمهورية أيرلندا، وتوفي في 8 مارس 1905 في ساكرامنتو في الولايات المتحدة.
هو والد هنري فورد مؤسس شركة فورد.

## شجرة العائلة
تزوج ويليام فورد بماري ليتوجوت وحظيا معًا بستة أبناء:
| اسم               | ميلاد وفاة | معلومات                                           |
| ----------------- | ---------- | ------------------------------------------------- |
| هنري فورد         | 1863-1947  | الطفل الأول لوليام وماري فورد. هو مؤسس شركة فورد. |
| جون روبرت فورد    | 1865-1927  | الطفل الثاني لوليام وماري فورد.                   |
| مارجريت فورد      | 1867–1960  | الطفل الثالث لوليام وماري فورد.                   |
| جين فورد          | 1869–1906  | الطفل الرابع لوليام وماري فورد.                   |
| وليام فورد جونيور | 1871-1917  | الطفل الخامس لوليام وماري فورد.                   |
| روبرت فورد        | 1873-1934  | الطفل السادس والأخير لوليام وماري فورد.           |

كان لويليام أربع شقيقات وشقيقان:
| اسم            | ميلاد وفاة       |
| -------------- | ---------------- |
| ريبيكا فورد    | 1824 - 1895      |
| جين فورد       | 1829-1851        |
| ماري فورد      | تقريبًا 1832-1882 |
| نانسي فورد     | 1834 - 1920      |
| هنري فورد الأب | 1840–1901        |
| صموئيل فورد    | 1837-1884        |